# Pont d'en Picamena
El Pont d'en Picamena és una obra del municipi d'Aiguafreda (Osona) inclosa en l'Inventari del Patrimoni Arquitectònic de Catalunya. És un pont d'un sol arc de pedra i maons, pla. Passa per sobre de la riera de Picamena, afluent per l'esquerra del Congost.